# 2020–2021-es Európa-liga (selejtezők, főág)
A 2020–2021-es Európa-liga selejtezőit öt fordulóban bonyolították le 2020. augusztus 18. és október 1. között. A főágon a kupagyőztesek, valamint a bajnokságok nem bajnokcsapatai szerepeltek, amelyek indulási jogot szereztek és nem kerültek közvetlenül a csoportkörbe. Összesen 143 csapat vett részt a főágon. A főágról 13 csapat jutott be a 48 csapatos csoportkörbe.

## Lebonyolítás
A főág a következő fordulókat tartalmazza:
- Előselejtező (16 csapat): 16 csapat lépett be a körben.
- 1. selejtezőkör (94 csapat): 86 csapat lépett be a körben, és 8 győztes az előselejtezőből.
- 2. selejtezőkör (74 csapat): 27 csapat lépett be a körben, és 47 győztes az 1. selejtezőkörből.
- 3. selejtezőkör (52 csapat): 15 csapat lépett be a körben (beleértve 2 vesztes csapatot az UEFA-bajnokok ligája 2. selejtezőkörének nem bajnoki ágáról), és 37 győztes a 2. selejtezőkörből.
- Rájátszás (26 csapat): 26 győztes a 3. selejtezőkörből.

A rájátszás 13 győztes csapata továbbjutott a csoportkörbe.
A Covid19-pandémia miatt az UEFA megváltoztatta a formátumot. Valamennyi fordulóban egy mérkőzés döntött a továbbjutásról, a pályaválasztóról sorsolás döntött. Ha a rendes játékidőben döntetlen volt az eredmény, akkor hosszabbítás következett, ha ezt követően is döntetlen volt az állás, akkor büntetőpárbaj döntött a győztesről. A mérkőzéseket zárt kapuk mögött játszották.

## Fordulók és időpontok
A torna eredetileg 2020 júniusában kezdődött volna, de a Covid19-pandémia miatt augusztusban kezdődött. Az új naptárat 2020. június 17-én tette közzé az UEFA.
A mérkőzések időpontjai a következők (az összes sorsolást az UEFA székházában Nyonban, Svájcban tartják).
| Forduló      | Sorsolás dátuma      | Mérkőzések dátuma    |
| ------------ | -------------------- | -------------------- |
| Előselejtező | 2020. augusztus 9.   | 2020. augusztus 20.  |
| 1. forduló   | 2020. augusztus 10.  | 2020. augusztus 27.  |
| 2. forduló   | 2020. augusztus 31.  | 2020. szeptember 17. |
| 3. forduló   | 2020. szeptember 1.  | 2020. szeptember 24. |
| Rájátszás    | 2020. szeptember 18. | 2020. október 1.     |

## Előselejtezők
Az előselejtező sorsolását 2020. augusztus 9-én, 13 órától tartották.

### Előselejtező, kiemelés
Az előselejtezőben 16 csapat vett részt. A kiemelés a klubok együtthatói alapján történt. Az elsőként sorsolt csapat a pályaválasztó. Azonos nemzetű csapatok nem kerülhettek egy párosításba.
| 1. csoport                                                   | 1. csoport                                      | 2. csoport                                              | 2. csoport                                                 |
| Kiemelt                                                      | Nem kiemelt                                     | Kiemelt                                                 | Nem kiemelt                                                |
| ------------------------------------------------------------ | ----------------------------------------------- | ------------------------------------------------------- | ---------------------------------------------------------- |
| - Lincoln Red Imps - FC Santa Coloma - Tre Penne - Engordany | - Pristina - Zeta - Iskra Danilovgrad - Gjilani | - B36 Tórshavn - La Fiorita - NSÍ Runavík - HB Tórshavn | - St. Joseph’s - Coleraine - Barry Town United - Glentoran |

### Előselejtező, párosítások
A mérkőzéseket 2020. augusztus 18-án, 20-án és 21-én játszották.

| 1. csapat        | Eredmény            | 2. csapat         |
| ---------------- | ------------------- | ----------------- |
| Tre Penne        | 1–3                 | Gjilani           |
| Lincoln Red Imps | 3–0 (áll.)[A]       | Pristina          |
| FC Santa Coloma  | 0–0 (h.u.) (t. 3–4) | Iskra Danilovgrad |
| Engordany        | 1–3                 | Zeta              |
| Glentoran        | 1–0                 | HB Tórshavn       |
| St. Joseph’s     | 1–2                 | B36 Tórshavn      |
| Coleraine        | 1–0                 | La Fiorita        |
| NSÍ Runavík      | 5–1                 | Barry Town United |

↑ A: A Lincoln Red Imps–Pristina előselejtező-mérkőzés eredeti kezdési időpontja 2020. augusztus 18., 18:00 volt. A mérkőzést augusztus 22-ére halasztották, mert a Pristina küldöttségének néhány tagjának a COVID–19 teszteredménye pozitív volt, és a gibraltári hatóságok az egész csapatot karanténra kötelezték. Az új időpontban sem játszották le a mérkőzést, mert a Pristina nyolc játékosának COVID–19 teszteredménye pozitív volt, és a gibraltári hatóságok a teljes második csapatot karanténra kötelezték. A Lincoln Red Imps 3–0 arányú megállapított eredménnyel nyerte a találkozót. 

### Előselejtező, mérkőzések
| 2020. augusztus 21. 20:00 |

| Tre Penne | 1–3               | Gjilani                        |
| --------- | ----------------- | ------------------------------ |
| Gai 16'   | (1–1) Jegyzőkönyv | Nikač 24' Hajdari 64' Hila 68' |

| Olimpiai Stadion, Serravalle Játékvezető: Alex Troleis |

| 2020. augusztus 22. 18:00 |

| Lincoln Red Imps | 3–0 (megállapított) | Pristina |
| ---------------- | ------------------- | -------- |
|                  | Jegyzőkönyv         |          |

| Játékvezető: David Munro (skót) |

| 2020. augusztus 20. 19:30 |

| FC Santa Coloma                               | 0–0 (h. u.) | Iskra Danilovgrad                         |
| --------------------------------------------- | ----------- | ----------------------------------------- |
|                                               | Jegyzőkönyv |                                           |
| Büntetőpárbaj                                 |             |                                           |
| Cisteró Miranda Bouharma Camochu Pedro Santos | 3–4         | Đurišić Obradović Vuković Boričić Drinčić |

| Estadi Comunal d’Andorra la Vella, Andorra la Vella Játékvezető: Keith Kennedy (északír) |

| 2020. augusztus 18. 20:00 |

| Engordany              | 1–3               | Zeta                                            |
| ---------------------- | ----------------- | ----------------------------------------------- |
| Gómez 90+4' (11-esből) | (0–1) Jegyzőkönyv | Vukčević 45+1' Mi. Lambulić 54' L. Lambulić 63' |

| Estadi Comunal, Andorra la Vella Játékvezető: Juxhin Xhaja (albán) |

| 2020. augusztus 20. 20:00 (19:00 BST) |

| Glentoran  | 1–0               | HB Tórshavn |
| ---------- | ----------------- | ----------- |
| McDaid 42' | (1–0) Jegyzőkönyv |             |

| The Oval, Belfast Játékvezető: Lukas Fähndrich (svájci) |

| 2020. augusztus 20. 17:30 |

| St. Joseph’s | 1–2               | B36 Tórshavn                              |
| ------------ | ----------------- | ----------------------------------------- |
| Boro 30'     | (1–2) Jegyzőkönyv | Przybylski 28' Mellemgaard 43' (11-esből) |

| Victoria Stadion, Gibraltár Játékvezető: Jasmin Šabotić (luxemburgi) |

| 2020. augusztus 20. 20:30 (19:30 BST) |

| Coleraine      | 1–0               | La Fiorita |
| -------------- | ----------------- | ---------- |
| McLaughlin 89' | (0–0) Jegyzőkönyv |            |

| The Showgrounds, Coleraine Játékvezető: Christian-Petru Ciochirca (osztrák) |

| 2020. augusztus 20. 19:00 (18:00 WEST) |

| NSÍ Runavík                                   | 5–1               | Barry Town United |
| --------------------------------------------- | ----------------- | ----------------- |
| K. Olsen 52' 63' 74' P. Knudsen 67' Løkin 83' | (0–0) Jegyzőkönyv | McLaggon 88'      |

| Svangaskarð, Toftir Játékvezető: Pavel Rejžek (cseh) |

## 1. selejtezőkör
Az 1. selejtezőkör sorsolását 2020. augusztus 9-én, 13 órától tartották.

### 1. selejtezőkör, kiemelés
Az 1. selejtezőkörben 94 csapat vett részt. 86 csapat lépett be ebben a körben és 8 továbbjutó volt az előselejtezőből. A kiemelés a klubok 2020. augusztus 8-áig lejátszott mérkőzései alapján számolt együtthatói alapján történt. Az elsőként sorsolt csapat a pályaválasztó. Azonos nemzetű csapatok nem kerülhettek egy párosításba. A csapatokat 15 csoportra osztották. A csapatok utáni sorszámot az UEFA határozta meg a sorsolás előtt. A sorsoláskor sorszámokat sorsoltak, a számokhoz tartozó csapatok kerültek párosításra.
| 1. csoport                                                    | 1. csoport                                                     | 2. csoport                                          | 2. csoport                                                   | 3. csoport                                                      | 3. csoport                                                     | 4. csoport                                                            | 4. csoport                                                                 | 5. csoport                                                                            | 5. csoport                                                                   |
| Kiemelt                                                       | Nem kiemelt                                                    | Kiemelt                                             | Nem kiemelt                                                  | Kiemelt                                                         | Nem kiemelt                                                    | Kiemelt                                                               | Nem kiemelt                                                                | Kiemelt                                                                               | Nem kiemelt                                                                  |
| ------------------------------------------------------------- | -------------------------------------------------------------- | --------------------------------------------------- | ------------------------------------------------------------ | --------------------------------------------------------------- | -------------------------------------------------------------- | --------------------------------------------------------------------- | -------------------------------------------------------------------------- | ------------------------------------------------------------------------------------- | ---------------------------------------------------------------------------- |
| - Maribor (2) - Olimpija (1) - B36 Tórshavn (T) (3)           | - FCI Levadia (6) - Coleraine (T) (4) - Víkingur Reykjavík (5) | - Žalgiris (1) - Riteriai (2) - Budapest Honvéd (3) | - Derry City (4) - Inter Turku (6) - Paide Linnameeskond (5) | - Zrinjski Mostar (2) - Valletta (1) - Lincoln Red Imps (T) (3) | - Differdange 03 (4) - Union Titus Pétange (6) - Bala Town (5) | - Rosenborg (2) - Aberdeen (1) - Motherwell (3)                       | - NSÍ Runavík (T) (5) - Glentoran (T) (6) - Breiðablik (4)                 | - Malmö FF (1) - Kukësi (3) - Hammarby IF (2)                                         | - Szlavija Szofija (6) - Cracovia (5) - Puskás Akadémia (4)                  |
| 6. csoport                                                    | 6. csoport                                                     | 7. csoport                                          | 7. csoport                                                   | 8. csoport                                                      | 8. csoport                                                     | 9. csoport                                                            | 9. csoport                                                                 | 10. csoport                                                                           | 10. csoport                                                                  |
| Kiemelt                                                       | Nem kiemelt                                                    | Kiemelt                                             | Nem kiemelt                                                  | Kiemelt                                                         | Nem kiemelt                                                    | Kiemelt                                                               | Nem kiemelt                                                                | Kiemelt                                                                               | Nem kiemelt                                                                  |
| - Dinama Minszk (3) - Ventspils (2) - Sahcjor Szalihorszk (1) | - Piast Gliwice (6) - Sfântul Gheorghe (5) - Dinamo-Auto (4)   | - AGF (2) - FH (3) - Shamrock Rovers (1)            | - DAC Dunajská Streda (6) - Ilves (5) - Honka (4)            | - The New Saints (2) - Vaduz (1) - Servette (3)                 | - Hibernians (5) - Ružomberok (6) - Žilina (4)                 | - Hapóél Beér-Seva (3) - Neftçi (2) - Keşla (1)                       | - Laçi (5) - Shkupi (4) - Dinamo Batumi (6)                                | - Fehérvár (3) - Nõmme Kalju (2) - Bodø/Glimt (1)                                     | - Mura (4) - Kauno Žalgiris (5) - Bohemians (6)                              |
| 11. csoport                                                   | 11. csoport                                                    | 12. csoport                                         | 12. csoport                                                  | 13. csoport                                                     | 13. csoport                                                    | 14. csoport                                                           | 14. csoport                                                                | 15. csoport                                                                           | 15. csoport                                                                  |
| Kiemelt                                                       | Nem kiemelt                                                    | Kiemelt                                             | Nem kiemelt                                                  | Kiemelt                                                         | Nem kiemelt                                                    | Kiemelt                                                               | Nem kiemelt                                                                | Kiemelt                                                                               | Nem kiemelt                                                                  |
| - Apóllon Lemeszú (2) - Alashkert (3) - Makkabi Haifa (1)     | - Željezničar (5) - Szaburtalo Tbiliszi (4) - Renova (6)       | - Partizan (2) - Lech Poznań (1) - Ordabaszi (3)    | - Botoșani (6) - RFS (4) - Valmiera (5)                      | - FCSB (2) - Progrès Niederkorn (1) - CSZKA Szofija (3)         | - Zeta (T) (5) - Sirak (4) - Sirens (6)                        | - Skendija (2) - Kajrat (4) - Topolya (3) - Universitatea Craiova (1) | - Sumqayıt (6) - Petrocub Hîncești (7) - Noah (5) - Lokomotiv Tbiliszi (8) | - APÓEL (1) - Iskra Danilovgrad (T) (4) - Sutjeska Nikšić (2) - Bétár Jerusálajim (3) | - Lokomotiv Plovdiv (5) - Gjilani (T) (8) - Teuta (7) - Borac Banja Luka (6) |

### 1. selejtezőkör, párosítások
A mérkőzéseket 2020. augusztus 27-én játszották.

| 1. csapat           | Eredmény              | 2. csapat             |
| ------------------- | --------------------- | --------------------- |
| Maribor             | 1–1 (h.u.) (t. 4–5)   | Coleraine             |
| Olimpija Ljubljana  | 2–1 (h.u.)            | Víkingur Reykjavík    |
| B36 Tórshavn        | 4–3 (h.u.)            | FCI Levadia           |
| Riteriai            | 3–2 (h.u.)            | Derry City            |
| Žalgiris            | 2–0                   | Paide Linnameeskond   |
| Budapest Honvéd     | 2–1 (h.u.)            | Inter Turku           |
| Zrinjski Mostar     | 3–0                   | Differdange 03        |
| Valletta            | 0–1                   | Bala Town             |
| Lincoln Red Imps    | 2–0                   | Union Titus Pétange   |
| Rosenborg           | 4–2                   | Breiðablik            |
| Aberdeen            | 6–0                   | NSÍ Runavík           |
| Motherwell          | 5–1                   | Glentoran             |
| Hammarby IF         | 3–0                   | Puskás Akadémia       |
| Malmö FF            | 2–0                   | Cracovia              |
| Kukësi              | 2–1                   | Szlavija Szofija      |
| Ventspils           | 2–1                   | Dinamo-Auto           |
| Sahcjor Szalihorszk | 0–0 (h.u.) (t. 1–4)   | Sfântul Gheorghe      |
| Dinama Minszk       | 0–2                   | Piast Gliwice         |
| AGF                 | 5–2                   | Honka                 |
| Shamrock Rovers     | 2–2 (h.u.) (t. 12–11) | Ilves                 |
| FH                  | 0–2                   | DAC Dunajská Streda   |
| The New Saints      | 3–1 (h.u.)            | Žilina                |
| Vaduz               | 0–2                   | Hibernians            |
| Servette            | 3–0                   | Ružomberok            |
| Neftçi              | 2–1                   | Shkupi                |
| Keşla               | 0–0 (h.u.) (t. 4–5)   | Laçi                  |
| Hapóél Beér-Seva    | 3–0                   | Dinamo Batumi         |
| Nõmme Kalju         | 0–4                   | Mura                  |
| Bodø/Glimt          | 6–1                   | Kauno Žalgiris        |
| Fehérvár            | 1–1 (h.u.) (t. 4–2)   | Bohemians             |
| Apóllon Lemeszú     | 5–1                   | Szaburtalo Tbiliszi   |
| Makkabi Haifa       | 3–1                   | Željezničar           |
| Alashkert           | 0–1                   | Renova                |
| Partizan            | 1–0                   | RFS                   |
| Lech Poznań         | 3–0                   | Valmiera              |
| Ordabaszi           | 1–2                   | Botoșani              |
| FCSB                | 3–0                   | Sirak                 |
| Progrès Niederkorn  | 3–0                   | Zeta                  |
| CSZKA Szofija       | 2–1                   | Sirens                |
| Petrocub Hîncești   | 0–2                   | Topolya               |
| Sumqayıt            | 0–2                   | Skendija              |
| Kajrat              | 4–1                   | Noah                  |
| Lokomotiv Tbiliszi  | 2–1                   | Universitatea Craiova |
| Teuta               | 2–0                   | Bétár Jerusálajim     |
| Borac Banja Luka    | 1–0                   | Sutjeska Nikšić       |
| Iskra Danilovgrad   | 0–1                   | Lokomotiv Plovdiv     |
| Gjilani             | 0–2 (h.u.)            | APÓEL                 |

### 1. selejtezőkör, mérkőzések
| 2020. augusztus 27. 20:45 |

| Maribor                                    | 1–1 (h. u.)                 | Coleraine                                |
| ------------------------------------------ | --------------------------- | ---------------------------------------- |
| Vancaš 65'                                 | (0–0, 1–1, 1–1) Jegyzőkönyv | McLaughlin 62'                           |
| Büntetőpárbaj                              |                             |                                          |
| Dervišević Mlakar Tavares Mešanović Vancaš | 4–5                         | Parkhill Kane McConaghie Bradley Doherty |

| Stadion Ljudski vrt, Maribor Játékvezető: Kai Erik Steen (norvég) |

| 2020. augusztus 27. 18:30 |

| Olimpija            | 2–1 (h. u.)                 | Víkingur Reykjavík |
| ------------------- | --------------------------- | ------------------ |
| Fink 88' Bosić 106' | (0–1, 1–1, 1–1) Jegyzőkönyv | Karlsson 27'       |

| Stožice Stadion, Ljubljana Játékvezető: Walter Altmann (osztrák) |

| 2020. augusztus 27. 20:00 (19:00 WEST) |

| B36 Tórshavn                                    | 4–3 (h. u.)                 | FCI Levadia                     |
| ----------------------------------------------- | --------------------------- | ------------------------------- |
| Pingel 72' 76' R. Samuelsen 107' Agnarsson 113' | (0–0, 2–2, 2–3) Jegyzőkönyv | Õigus 52' Elhi 80' Manucho 101' |

| Tórsvøllur, Tórshavn Játékvezető: Donald Robertson (skót) |

| 2020. augusztus 25. 18:00 (19:00 EEST) |

| Riteriai                             | 3–2 (h. u.)                 | Derry City           |
| ------------------------------------ | --------------------------- | -------------------- |
| G. Paulauskas 39' 49' Kazlauskas 91' | (1–1, 2–2, 3–2) Jegyzőkönyv | Thomson 18' Toal 63' |

| LFF Stadium, Vilnius Játékvezető: Ville Nevalainen (finn) |

| 2020. augusztus 27. 19:00 (20:00 EEST) |

| Žalgiris                 | 2–0               | Paide Linnameeskond |
| ------------------------ | ----------------- | ------------------- |
| Kaluđerović 9' Antal 32' | (2–0) Jegyzőkönyv |                     |

| LFF Stadium, Vilnius Játékvezető: Petri Viljanen (finn) |

| 2020. augusztus 27. 21:00 |

| Budapest Honvéd                    | 2–1 (h. u.)                 | Inter Turku |
| ---------------------------------- | --------------------------- | ----------- |
| Traoré 90' Hämäläinen 105' (öngól) | (0–0, 1–1, 2–1) Jegyzőkönyv | Liliu 90+1' |

| Hidegkuti Nándor Stadion, Budapest Játékvezető: Gal Leibovitz (izraeli) |

| 2020. augusztus 27. 20:00 |

| Zrinjski Mostar                       | 3–0               | Differdange 03 |
| ------------------------------------- | ----------------- | -------------- |
| Bilbija 37' Filipović 40' Ivančić 80' | (2–0) Jegyzőkönyv |                |

| Stadion pod Bijelim Brijegom, Mostar Játékvezető: Aristotelis Diamantopoulos (görög) |

| 2020. augusztus 27. 20:00 |

| Valletta | 0–1               | Bala Town    |
| -------- | ----------------- | ------------ |
|          | (0–1) Jegyzőkönyv | Venables 38' |

| Centenary Stadium, Ta’ Qali Játékvezető: Luca Barbeno |

| 2020. augusztus 27. 17:30 |

| Lincoln Red Imps             | 2–0               | Union Titus Pétange |
| ---------------------------- | ----------------- | ------------------- |
| L. Casciaro 36' Yahaya 90+5' | (1–0) Jegyzőkönyv |                     |

| Victoria Stadion, Gibraltár Játékvezető: Helgi Mikael Jónasson (izlandi) |

| 2020. augusztus 27. 19:00 |

| Rosenborg                                 | 4–2               | Breiðablik                                  |
| ----------------------------------------- | ----------------- | ------------------------------------------- |
| Børven 3' 29' Reginiussen 17' Hovland 24' | (4–0) Jegyzőkönyv | V. Einarsson 60' Mikkelsen 90+1' (11-esből) |

| Lerkendal Stadion, Trondheim Játékvezető: Matthew De Gabriele (máltai) |

| 2020. augusztus 27. 20:45 (19:45 BST) |

| Aberdeen                                                      | 6–0               | NSÍ Runavík |
| ------------------------------------------------------------- | ----------------- | ----------- |
| Ferguson 37' Main 43' Hedges 50' 59' 87' (11-esből) Hayes 60' | (2–0) Jegyzőkönyv |             |

| Pittodrie Stadium, Aberdeen Játékvezető: Ívar Orri Kristjánsson (izlandi) |

| 2020. augusztus 27. 20:45 (19:45 BST) |

| Motherwell                                            | 5–1               | Glentoran             |
| ----------------------------------------------------- | ----------------- | --------------------- |
| Lang 58' O'Donnell 72' Polworth 75' Watt 78' Long 87' | (0–0) Jegyzőkönyv | McDaid 90' (11-esből) |

| Fir Park, Motherwell Játékvezető: Bram Van Driessche (belga) |

| 2020. augusztus 27. 19:00 |

| Hammarby IF                             | 3–0               | Puskás Akadémia |
| --------------------------------------- | ----------------- | --------------- |
| A. Khalili 14' Bojanić 32' Paulinho 84' | (2–0) Jegyzőkönyv |                 |

| Tele2 Arena, Stockholm Játékvezető: Mario Zebec (horvát) |

| 2020. augusztus 27. 19:00 |

| Malmö FF            | 2–0               | Cracovia |
| ------------------- | ----------------- | -------- |
| Berget 1' Rieks 44' | (2–0) Jegyzőkönyv |          |

| Swedbank Stadion, Malmö Játékvezető: Urs Schnyder (svájci) |

| 2020. augusztus 27. 20:00 |

| Kukësi                           | 2–1               | Szlavija Szofija |
| -------------------------------- | ----------------- | ---------------- |
| Friday 56' (11-esből) Cooper 85' | (0–0) Jegyzőkönyv | K. Krastev 81'   |

| Arena Kombëtare, Tirana Játékvezető: Arda Kardeşler (török) |

| 2020. augusztus 27. 16:00 (17:00 EEST) |

| Ventspils                         | 2–1               | Dinamo-Auto  |
| --------------------------------- | ----------------- | ------------ |
| Villela 22' Kozlov 75' (11-esből) | (1–1) Jegyzőkönyv | D. Rogac 15' |

| Olimpiskais Stadions, Ventspils Játékvezető: Eldorjan Hamiti (albán) |

| 2020. augusztus 27. 19:30 (20:30 FET) |

| Sahcjor Szalihorszk           | 0–0 (h. u.) | Sfântul Gheorghe            |
| ----------------------------- | ----------- | --------------------------- |
|                               | Jegyzőkönyv |                             |
| Büntetőpárbaj                 |             |                             |
| Yakhshiboev Sotnikaw Sachywka | 1–4         | Slivca Iurcu Volkov Suvorov |

| Stroitel Stadion, Salihorsk Játékvezető: Dragan Petrović (bosznia-hercegovinai) |

| 2020. augusztus 27. 17:00 (18:00 FET) |

| Dinama Minszk | 0–2               | Piast Gliwice            |
| ------------- | ----------------- | ------------------------ |
|               | (0–1) Jegyzőkönyv | Lipski 10' Świerczok 56' |

| Dinama Stadion, Minszk Játékvezető: Lazar Lukić (szerb) |

| 2020. augusztus 27. 19:00 |

| AGF                                                                     | 5–2               | Honka                   |
| ----------------------------------------------------------------------- | ----------------- | ----------------------- |
| Tingager 21' Mortensen 29' 45+2' (11-esből) Olsen 90+1'*Tengstedt 90+2' | (3–1) Jegyzőkönyv | Martín 35' Kaufmann 64' |

| Aarhus Stadium, Aarhus Játékvezető: Ioannis Papadopoulos (görög) |

| 2020. augusztus 27. 21:00 (20:00 IST) |

| Shamrock Rovers     | 2–2 (h. u.)                 | Ilves                                   |
| ------------------- | --------------------------- | --------------------------------------- |
| Burke 14' Lopes 78' | (1–1, 2–2, 2–2) Jegyzőkönyv | Ala-Myllymäki 10' (11-esből) Veteli 62' |

| Tallaght Stadium, Dublin Játékvezető: Michal Ocenáš (szlovák) |

| 2020. augusztus 27. 19:15 (17:15 WET) |

| FH | 0–2               | DAC Dunajská Streda   |
| -- | ----------------- | --------------------- |
|    | (0–1) Jegyzőkönyv | Balić 23' Ramírez 76' |

| Kaplakriki, Hafnarfjörður Játékvezető: Jason Barcelo (gibraltári) |

| 2020. augusztus 27. 19:30 (18:30 BST) |

| The New Saints                                   | 3–1 (h. u.)                 | Žilina       |
| ------------------------------------------------ | --------------------------- | ------------ |
| Robles 56' Smith 100' Cieślewicz 108' (11-esből) | (0–0, 1–1, 2–1) Jegyzőkönyv | Myslovič 77' |

| Park Hall, Oswestry Játékvezető: Manfredas Lukjančukas (litván) |

| 2020. augusztus 27. 19:00 |

| Vaduz | 0–2               | Hibernians         |
| ----- | ----------------- | ------------------ |
|       | (0–1) Jegyzőkönyv | Degabriele 34' 57' |

| Rheinpark Stadion, Vaduz Játékvezető: Luís Teixeira (andorrai) |

| 2020. augusztus 27. 20:15 |

| Servette                             | 3–0               | Ružomberok |
| ------------------------------------ | ----------------- | ---------- |
| Stevanović 54' Mendy 77' Antunes 86' | (0–0) Jegyzőkönyv |            |

| Stade de Genève, Genf Játékvezető: Viktor Kopiievskyi (ukrán) |

| 2020. augusztus 27. 18:00 (20:00 AZT) |

| Neftçi                      | 2–1               | Shkupi       |
| --------------------------- | ----------------- | ------------ |
| Bougrine 66' Krivotsyuk 88' | (0–0) Jegyzőkönyv | Darboe 90+3' |

| Eighth Kilometer District Stadium, Baku Játékvezető: Aleksandrs Golubevs (lett) |

| 2020. augusztus 27. 19:00 (21:00 AZT) |

| Keşla                                   | 0–0 (h. u.) | Laçi                                         |
| --------------------------------------- | ----------- | -------------------------------------------- |
|                                         | Jegyzőkönyv |                                              |
| Büntetőpárbaj                           |             |                                              |
| Klyots Sílvio Akhundov Hajiyev Qirtimov | 4–5         | Nwabueze Lushkja D. Rapo Mazrekaj Ignjatović |

| ASK Arena, Baku Játékvezető: Georgi Kikacheishvili (grúz) |

| 2020. augusztus 27. 19:45 (20:45 IDT) |

| Hapóél Beér-Seva                    | 3–0               | Dinamo Batumi |
| ----------------------------------- | ----------------- | ------------- |
| Josué 9' 61' Kobakhidze 21' (öngól) | (2–0) Jegyzőkönyv |               |

| HaMoshava Stadium, Petah Tikva Játékvezető: Aleksandrs Anufrijevs (lett) |

| 2020. szeptember 10. 19:30 |

| Nõmme Kalju | 0–4               | Mura                             |
| ----------- | ----------------- | -------------------------------- |
|             | (0–4) Jegyzőkönyv | Žižek 17' 27' Kous 32' Kozar 36' |

| Szusza Ferenc Stadion, Budapest (Magyarország) Játékvezető: Robert Hennessy (ír) |

| 2020. augusztus 27. 18:00 |

| Bodø/Glimt                                                              | 6–1               | Kauno Žalgiris |
| ----------------------------------------------------------------------- | ----------------- | -------------- |
| Zinckernagel 27' 36' Hauge 52' 59' (11-esből) Boniface 79' Tounekti 81' | (2–0) Jegyzőkönyv | Otele 78'      |

| Aspmyra Stadion, Bodø Játékvezető: Kaarlo Oskari Hämäläinen (finn) |

| 2020. augusztus 27. 18:30 |

| Fehérvár                            | 1–1 (h. u.)                 | Bohemians                         |
| ----------------------------------- | --------------------------- | --------------------------------- |
| Nikolics 37' (11-esből)             | (1–1, 1–1, 1–1) Jegyzőkönyv | Ward 22'                          |
| Büntetőpárbaj                       |                             |                                   |
| Hodžić Nikolov Géresi Stopira Houri | 4–2                         | Mandroiu Levingston Casey Twardek |

| MOL Aréna Sóstó, Székesfehérvár Játékvezető: Timohethos Christofi (ciprusi) |

| 2020. augusztus 27. 18:00 (19:00 EEST) |

| Apóllon Lemeszú                            | 5–1               | Szaburtalo Tbiliszi |
| ------------------------------------------ | ----------------- | ------------------- |
| Dabo 3' 32' 76' Diguiny 59' Gianniotas 86' | (2–0) Jegyzőkönyv | Guliashvili 69'     |

| GSZP Stadion, Nicosia Játékvezető: Adrien Jaccottet (svájci) |

| 2020. szeptember 9. 19:00 (20:00 IDT) |

| Makkabi Haifa                          | 3–1               | Željezničar |
| -------------------------------------- | ----------------- | ----------- |
| Chery 38' Rukavytsya 59' Ashkenazi 66' | (1–1) Jegyzőkönyv | Lendrić 34' |

| Sammy Ofer Stadium, Haifa Játékvezető: Jørgen Burchardt (dán) |

| 2020. augusztus 27. 18:00 (20:00 AMT) |

| Alashkert | 0–1               | Renova         |
| --------- | ----------------- | -------------- |
|           | (0–0) Jegyzőkönyv | Mishkovski 58' |

| Vazgen Sargsyan Republican Stadium, Jereván Játékvezető: Nick Walsh (skót) |

| 2020. augusztus 27. 21:00 |

| Partizan              | 1–0               | RFS |
| --------------------- | ----------------- | --- |
| Natkho 52' (11-esből) | (0–0) Jegyzőkönyv |     |

| Partizan Stadion, Belgrád Játékvezető: Zaven Hovhannisyan (örmény) |

| 2020. augusztus 27. 21:00 |

| Lech Poznań                | 3–0               | Valmiera |
| -------------------------- | ----------------- | -------- |
| Ishak 59' 78' Szymczak 88' | (0–0) Jegyzőkönyv |          |

| Stadion Miejski, Poznań Játékvezető: Ondřej Pechanec (cseh) |

| 2020. augusztus 27. 16:00 (20:00 ALMT) |

| Ordabaszi    | 1–2               | Botoșani                   |
| ------------ | ----------------- | -------------------------- |
| Mahlangu 31' | (1–2) Jegyzőkönyv | Holzmann 25' Dugandžić 33' |

| Kazhymukan Munaitpasov Stadium, Simkent Játékvezető: Rauf Jabarov (azeri) |

| 2020. augusztus 27. 20:30 (21:30 EEST) |

| FCSB                                       | 3–0               | Sirak |
| ------------------------------------------ | ----------------- | ----- |
| Olaru 34' Tănase 65' (11-esből) Buziuc 83' | (1–0) Jegyzőkönyv |       |

| Arena Națională, Bukarest Játékvezető: Admir Šehović (bosznia-hercegovinai) |

| 2020. augusztus 26. 18:30 |

| Progrès Niederkorn                     | 3–0               | Zeta |
| -------------------------------------- | ----------------- | ---- |
| Tekiela 11' 55' (11-esből) Thill 90+3' | (1–0) Jegyzőkönyv |      |

| Stade Municipal, Differdange Játékvezető: Rahim Hasanov (azeri) |

| 2020. augusztus 27. 19:00 (20:00 EEST) |

| CSZKA Szofija          | 2–1               | Sirens      |
| ---------------------- | ----------------- | ----------- |
| Ahmedov 75' Sowe 90+1' | (0–0) Jegyzőkönyv | Maxuell 69' |

| Stadion Balgarska Armia, Szófia Játékvezető: Krzysztof Jakubik (lengyel) |

| 2020. augusztus 27. 20:00 (21:00 EEST) |

| Petrocub Hîncești | 0–2               | Topolya                            |
| ----------------- | ----------------- | ---------------------------------- |
|                   | (0–1) Jegyzőkönyv | Tomanović 17' Lukić 55' (11-esből) |

| Zimbru Stadion, Chișinău Játékvezető: Sebastian Colțescu (román) |

| 2020. augusztus 27. 18:00 (20:00 AZT) |

| Sumqayıt PFK | 0–2               | Skendija                                     |
| ------------ | ----------------- | -------------------------------------------- |
|              | (0–0) Jegyzőkönyv | Ibraimi 56' (11-esből) Doriev 89' (11-esből) |

| Kapital Bank Arena, Sumqayıt Játékvezető: Arman Ismuratov (kazak) |

| 2020. augusztus 27. 16:00 (20:00 ALMT) |

| Kajrat                                        | 4–1               | Noah   |
| --------------------------------------------- | ----------------- | ------ |
| Alykulov 12' Vágner Love 35' 70' Eseola 90+4' | (2–1) Jegyzőkönyv | Bor 8' |

| Central Stadium, Almati Játékvezető: Kristoffer Karlsson (svéd) |

| 2020. augusztus 27. 19:00 (21:00 GET) |

| Lokomotiv Tbiliszi              | 2–1               | Universitatea Craiova |
| ------------------------------- | ----------------- | --------------------- |
| Sikharulidze 57' Oulad Omar 61' | (0–0) Jegyzőkönyv | Baiaram 90+4'         |

| Mikheil Meskhi Stadium, Tbiliszi Játékvezető: Miloš Đorđić (szerb) |

| 2020. augusztus 27. 16:30 |

| Teuta                 | 2–0               | Bétár Jerusálajim |
| --------------------- | ----------------- | ----------------- |
| Krasniqi 6' Hebaj 87' | (1–0) Jegyzőkönyv |                   |

| Niko Dovana Stadium, Durrës Játékvezető: Nikolas Neokleous (ciprusi) |

| 2020. augusztus 27. 16:30 |

| Borac Banja Luka | 1–0               | Sutjeska Nikšić |
| ---------------- | ----------------- | --------------- |
| Vranješ 35'      | (1–0) Jegyzőkönyv |                 |

| City Stadium, Banja Luka Játékvezető: Morten Krogh (dán) |

| 2020. augusztus 27. 20:00 |

| Iskra Danilovgrad | 0–1               | Lokomotiv Plovdiv    |
| ----------------- | ----------------- | -------------------- |
|                   | (0–0) Jegyzőkönyv | Iliev 75' (11-esből) |

| City Stadium, Podgorica Játékvezető: Bogár Gergő (magyar) |

| 2020. augusztus 27. 19:00 |

| Gjilani | 0–2 (h. u.)                 | APÓEL                    |
| ------- | --------------------------- | ------------------------ |
|         | (0–0, 0–0, 0–1) Jegyzőkönyv | Efrem 102' Ndongala 116' |

| Fadil Vokrri Stadium, Pristina Játékvezető: Yigal Frid (izraeli) |

## 2. selejtezőkör
A 2. selejtezőkör sorsolását 2020. augusztus 31-én, 13 órától tartották.

### 2. selejtezőkör, kiemelés
A 2. selejtezőkör főágán 72 csapat vett részt. 25 csapat lépett be ebben a körben és 47 továbbjutó volt az 1. selejtezőkörből. A kiemelés a klubok együtthatói alapján történt. Két elhalasztott párosítás esetében a magasabb együtthatóval rendelkező csapatot vették figyelembe. Az elsőként kisorsolt csapat volt a pályaválasztó. Azonos nemzetű csapatok nem kerülhettek egy párosításba. A csapatokat 12 csoportra osztották. A csapatok utáni sorszámot az UEFA határozta meg a sorsolás előtt. A sorsoláskor sorszámokat sorsoltak, a számokhoz tartozó csapatok kerültek párosításra.
| 1. csoport                                              | 1. csoport                                                               | 2. csoport                                                       | 2. csoport                                                            | 3. csoport                                                               | 3. csoport                                                     | 4. csoport                                                  | 4. csoport                                                          |
| Kiemelt                                                 | Nem kiemelt                                                              | Kiemelt                                                          | Nem kiemelt                                                           | Kiemelt                                                                  | Nem kiemelt                                                    | Kiemelt                                                     | Nem kiemelt                                                         |
| ------------------------------------------------------- | ------------------------------------------------------------------------ | ---------------------------------------------------------------- | --------------------------------------------------------------------- | ------------------------------------------------------------------------ | -------------------------------------------------------------- | ----------------------------------------------------------- | ------------------------------------------------------------------- |
| - APÓEL (T) (1) - Lech Poznań (T) (3) - AGF (T) (2)     | - Mura (4) - Hammarby IF (T) (6) - Kajszar (5)                           | - Galatasaray (2) - Gyinamo Moszkva (1) - Kajrat (T) (3)         | - Makkabi Haifa (6) - Neftçi (T) (4) - Lokomotiv Tbiliszi (T) (5)     | - København (2) - The New Saints (T) (3) - Motherwell (T) (1)            | - IFK Göteborg (4) - B36 Tórshavn (T) (6) - Coleraine (T) (5)  | - FCSB (T) (3) - Granada (1) - Apóllon Lemeszú (T) (2)      | - ÓFI (4) - Topolya (T) (6) - Teuta (T) (5)                         |
| 5. csoport                                              | 5. csoport                                                               | 6. csoport                                                       | 6. csoport                                                            | 7. csoport                                                               | 7. csoport                                                     | 8. csoport                                                  | 8. csoport                                                          |
| Kiemelt                                                 | Nem kiemelt                                                              | Kiemelt                                                          | Nem kiemelt                                                           | Kiemelt                                                                  | Nem kiemelt                                                    | Kiemelt                                                     | Nem kiemelt                                                         |
| - Standard Liège (2) - Willem II (3) - Aberdeen (T) (1) | - Viking (5) - Progrès Niederkorn (T) (6) - Bala Town (T) (4)            | - BATE Bariszav (T) (1) - Partizan (T) (3) - Skendija (T) (2)    | - CSZKA Szofija (T) (5) - Botoșani (T) (4) - Sfântul Gheorghe (T) (6) | - Tottenham Hotspur (3) - Hapóél Beér-Seva (T) (1) - Kolos Kovalivka (2) | - Árisz (4) - Lokomotiv Plovdiv (T) (6) - Laçi (T) (5)         | - Malmö FF (T) (3) - Rosenborg (T) (1) - Slovan Liberec (2) | - Ventspils (T) (5) - Riteriai (T) (4) - Budapest Honvéd (T) (6)    |
| 9. csoport                                              | 9. csoport                                                               | 10. csoport                                                      | 10. csoport                                                           | 11. csoport                                                              | 11. csoport                                                    | 12. csoport                                                 | 12. csoport                                                         |
| Kiemelt                                                 | Nem kiemelt                                                              | Kiemelt                                                          | Nem kiemelt                                                           | Kiemelt                                                                  | Nem kiemelt                                                    | Kiemelt                                                     | Nem kiemelt                                                         |
| - Rangers (3) - Reims (1) - Rio Ave (2)                 | - Servette (T) (5) - Lincoln Red Imps (T) (6) - Borac Banja Luka (T) (4) | - VfL Wolfsburg (2) - Hajduk Split (3) - Zrinjski Mostar (T) (1) | - Kukësi (T) (4) - Olimpija (T) (5) - Renova (T) (6)                  | - Basel (2) - Jablonec (3) - Hartberg (1)                                | - Osijek (4) - Piast Gliwice (T) (5) - DAC Dunajská Streda (6) | - Milan (3) - Fehérvár (T) (1) - Žalgiris (T) (2)           | - Bodø/Glimt (T) (4) - Shamrock Rovers (T) (6) - Hibernians (T) (5) |

### 2. selejtezőkör, párosítások
A mérkőzéseket 2020. szeptember 16-án és 17-én játszották.

| 1. csapat           | Eredmény            | 2. csapat         |
| ------------------- | ------------------- | ----------------- |
| Hammarby IF         | 0–3                 | Lech Poznań       |
| Kajszar             | 1–4                 | APÓEL             |
| Mura                | 3–0                 | AGF               |
| Makkabi Haifa       | 2–1                 | Kajrat            |
| Lokomotiv Tbiliszi  | 2–1                 | Gyinamo Moszkva   |
| Neftçi              | 1–3                 | Galatasaray       |
| B36 Tórshavn        | 2–2 (h.u.) (t. 5–4) | The New Saints    |
| Coleraine           | 2–2 (h.u.) (t. 0–3) | Motherwell        |
| IFK Göteborg        | 1–2                 | København         |
| Topolya             | 6–6 (h.u.) (t. 4–5) | FCSB              |
| Teuta               | 0–4                 | Granada           |
| ÓFI                 | 0–1                 | Apóllon Lemeszú   |
| Progrès Niederkorn  | 0–5                 | Willem II         |
| Viking              | 0–2                 | Aberdeen          |
| Standard de Liège   | 2–0                 | Bala Town         |
| Sfântul Gheorghe    | 0–1 (h.u.)          | Partizan          |
| CSZKA Szofija       | 2–0                 | BATE Bariszav     |
| Botoșani            | 0–1                 | Skendija          |
| Lokomotiv Plovdiv   | 1–2                 | Tottenham Hotspur |
| Laçi                | 1–2                 | Hapóél Beér-Seva  |
| Árisz               | 1–2                 | Kolos Kovalivka   |
| Budapest Honvéd     | 0–2                 | Malmö FF          |
| Ventspils           | 1–5                 | Rosenborg         |
| Riteriai            | 1–5                 | Slovan Liberec    |
| Lincoln Red Imps    | 0–5                 | Rangers           |
| Servette            | 0–1                 | Reims             |
| Borac Banja Luka    | 0–2                 | Rio Ave           |
| Renova              | 0–1                 | Hajduk Split      |
| Olimpija Ljubljana  | 2–3 (h.u.)          | Zrinjski Mostar   |
| Kukësi              | 0–4                 | VfL Wolfsburg     |
| DAC Dunajská Streda | 5–3 (h.u.)          | Jablonec          |
| Piast Gliwice       | 3–2                 | Hartberg          |
| Osijek              | 1–2                 | Basel             |
| Shamrock Rovers     | 0–2                 | Milan             |
| Hibernians          | 0–1                 | Fehérvár          |
| Bodø/Glimt          | 3–1                 | Žalgiris          |

### 2. selejtezőkör, mérkőzések
| 2020. szeptember 16. 19:00 |

| Hammarby IF | 0–3               | Lech Poznań                             |
| ----------- | ----------------- | --------------------------------------- |
|             | (0–0) Jegyzőkönyv | Tiba 55' Kamiński 89' Marchwiński 90+3' |

| Tele2 Arena, Stockholm Játékvezető: Sascha Stegemann (német) |

| 2020. szeptember 17. 14:00 (18:00 ALMT) |

| Kajszar       | 1–4               | APÓEL                                       |
| ------------- | ----------------- | ------------------------------------------- |
| Lobjanidze 6' | (1–2) Jegyzőkönyv | De Vincenti 15' 90+3' Tuhami 25' Atzili 48' |

| Kazhymukan Munaitpasov Stadium, Simkent Játékvezető: Jens Maae (dán) |

| 2020. szeptember 17. 20:15 |

| Mura                              | 3–0               | AGF |
| --------------------------------- | ----------------- | --- |
| Gorenc 37' Žižek 72' Maroša 90+5' | (1–0) Jegyzőkönyv |     |

| Fazanerija City Stadium, Murska Sobota Játékvezető: Giorgi Kruashvili (grúz) |

| 2020. szeptember 17. 19:00 (20:00 IDT) |

| Makkabi Haifa                | 2–1               | Kajrat     |
| ---------------------------- | ----------------- | ---------- |
| Ashkenazi 30' Rukavytsya 71' | (1–1) Jegyzőkönyv | Love 45+1' |

| Sammy Ofer Stadium, Haifa Játékvezető: Mads-Kristoffer Kristoffersen (dán) |

| 2020. szeptember 17. 19:00 (21:00 GET) |

| Lokomotiv Tbiliszi                   | 2–1               | Gyinamo Moszkva            |
| ------------------------------------ | ----------------- | -------------------------- |
| Sikharulidze 54' Gavashelishvili 76' | (0–0) Jegyzőkönyv | Komlichenko 90' (11-esből) |

| Mikheil Meskhi Stadium — hátsó pálya, Tbiliszi Játékvezető: Karim Abed (francia) |

| 2020. szeptember 17. 18:00 (20:00 AZT) |

| Neftçi    | 1–3               | Galatasaray                  |
| --------- | ----------------- | ---------------------------- |
| Mbodj 47' | (0–1) Jegyzőkönyv | Diagne 19' 63' Luyindama 48' |

| Olimpiai Stadion, Baku Játékvezető: Kevin Clancy (skót) |

| 2020. szeptember 16. 20:00 (19:00 WEST) |

| B36 Tórshavn                                                   | 2–2 (h. u.)                 | The New Saints                                |
| -------------------------------------------------------------- | --------------------------- | --------------------------------------------- |
| Przybylski 47' Radosavljevic 120+2'                            | (0–0, 1–1, 1–1) Jegyzőkönyv | Smith 80' Ebbe 112'                           |
| Büntetőpárbaj                                                  |                             |                                               |
| Nattestad Mellemgaard Heinesen Przybylski Radosavljevic Pingel | 5–4                         | Harrison Cieślewicz Draper Smith Ebbe Redmond |

| Tórsvøllur, Tórshavn Játékvezető: Vilhjalmur Thorarinsson (izlandi) |

| 2020. szeptember 17. 20:30 (19:30 BST) |

| Coleraine                | 2–2 (h. u.)                 | Motherwell            |
| ------------------------ | --------------------------- | --------------------- |
| Doherty 49' (11-esből)   | (0–2, 2–2, 2–2) Jegyzőkönyv | Lang 16' Watt 37'     |
| Büntetőpárbaj            |                             |                       |
| Parkhill Kane McConaghie | 0–3                         | O'Hara Watt O'Donnell |

| The Showgrounds, Coleraine Játékvezető: Antti Munukka (finn) |

| 2020. szeptember 17. 18:00 |

| IFK Göteborg | 1–2               | København              |
| ------------ | ----------------- | ---------------------- |
| Sana 73'     | (0–0) Jegyzőkönyv | Mudražija 83' Wind 85' |

| Ullevi, Göteborg Játékvezető: Guillermo Cuadra Fernández (spanyol) |

| 2020. szeptember 17. 21:00 |

| Topolya                                                                       | 6–6 (h. u.)                 | FCSB                                                                 |
| ----------------------------------------------------------------------------- | --------------------------- | -------------------------------------------------------------------- |
| Milićević 11' Duronjić 14' Antonić 51' Tomanović 90+4' 117' Tumbasević 105+1' | (2–1, 4–4, 5–5) Jegyzőkönyv | Coman 25' Man 50' 63' (11-esből) 105' Balaž 90+3' (öngól) Petre 108' |
| Büntetőpárbaj                                                                 |                             |                                                                      |
| Tomanović Zec Banjac Antonić Đurić                                            | 4–5                         | Moruțan Perianu Panțîru Petre Man                                    |

| Városi stadion, Zenta Játékvezető: Dennis Higler (holland) |

| 2020. szeptember 17. 16:00 |

| Teuta | 0–4               | Granada                               |
| ----- | ----------------- | ------------------------------------- |
|       | (0–3) Jegyzőkönyv | Soldado 5' Kenedy 10' Herrera 31' 46' |

| Niko Dovana Stadium, Durrës Játékvezető: Willy Delajod (francia) |

| 2020. szeptember 17. 19:00 (20:00 EEST) |

| ÓFI | 0–1               | Apóllon Lemeszú |
| --- | ----------------- | --------------- |
|     | (0–0) Jegyzőkönyv | Szalai 50'      |

| Theodoros Vardinogiannis Stadium, Heraklion Játékvezető: Fabio Maresca (olasz) |

| 2020. szeptember 16. 18:30 |

| Progrès Niederkorn | 0–5               | Willem II                                                |
| ------------------ | ----------------- | -------------------------------------------------------- |
|                    | (0–3) Jegyzőkönyv | Pavlidis 20' 34' Sağlam 28' Nunnely 46' Ndayishimiye 65' |

| Stade Municipal, Differdange Játékvezető: Mikola Balakin (ukrán) |

| 2020. szeptember 17. 20:30 |

| Viking | 0–2               | Aberdeen                |
| ------ | ----------------- | ----------------------- |
|        | (0–1) Jegyzőkönyv | McCrorie 45' Hedges 78' |

| Viking Stadion, Stavanger Játékvezető: Filip Glova (szlovák) |

| 2020. szeptember 17. 20:00 |

| Standard de Liège                  | 2–0               | Bala Town |
| ---------------------------------- | ----------------- | --------- |
| Avenatti 19' (11-esből) Ámalah 34' | (2–0) Jegyzőkönyv |           |

| Stade Maurice Dufrasne, Liège Játékvezető: Trustin Farrugia Cann (máltai) |

| 2020. szeptember 17. 19:00 (20:00 EEST) |

| Sfântul Gheorghe | 0–1 (h. u.)                 | Partizan               |
| ---------------- | --------------------------- | ---------------------- |
|                  | (0–0, 0–0, 0–0) Jegyzőkönyv | Natkho 104' (11-esből) |

| Zimbru Stadion, Chișinău Játékvezető: Juri Fischer (észt) |

| 2020. szeptember 17. 19:00 (20:00 EEST) |

| CSZKA Szofija        | 2–0               | BATE Bariszav |
| -------------------- | ----------------- | ------------- |
| Sowe 44' Carey 90+5' | (1–0) Jegyzőkönyv |               |

| Bulgarian Army Stadium, Szófia Játékvezető: Horațiu Feșnic (román) |

| 2020. szeptember 17. 17:45 (18:45 EEST) |

| Botoșani | 0–1               | Skendija   |
| -------- | ----------------- | ---------- |
|          | (0–1) Jegyzőkönyv | Ibraimi 2' |

| Stadionul Municipal, Botoșani Játékvezető: Mohammed Al-Hakim (svéd) |

| 2020. szeptember 17. 18:00 (19:00 EEST) |

| Lokomotiv Plovdiv | 1–2               | Tottenham Hotspur                |
| ----------------- | ----------------- | -------------------------------- |
| Minchev 71'       | (0–0) Jegyzőkönyv | Kane 80' (11-esből) Ndombele 85' |

| Lokomotiv Stadium, Plovdiv Játékvezető: Harm Osmers (német) |

| 2020. szeptember 17. 19:00 |

| Laçi         | 1–2               | Hapóél Beér-Seva            |
| ------------ | ----------------- | --------------------------- |
| Nwabueze 59' | (0–0) Jegyzőkönyv | Agudelo 90+1' Varenne 90+3' |

| Elbasan Arena, Elbasan Játékvezető: Jochem Kamphuis (holland) |

| 2020. szeptember 17. 20:00 (21:00 EEST) |

| Árisz    | 1–2               | Kolos Kovalivka       |
| -------- | ----------------- | --------------------- |
| Gama 55' | (0–0) Jegyzőkönyv | Novak 47' Antyukh 62' |

| Kleanthis Vikelidis Stadium, Szaloniki Játékvezető: Lionel Tschudi (svájci) |

| 2020. szeptember 17. 21:05 |

| Budapest Honvéd | 0–2               | Malmö FF                    |
| --------------- | ----------------- | --------------------------- |
|                 | (0–1) Jegyzőkönyv | Toivonen 43' Traustason 86' |

| Hidegkuti Nándor Stadion, Budapest Játékvezető: Anastasios Papapetrou (görög) |

| 2020. szeptember 17. 14:15 (15:15 EEST) |

| Ventspils | 1–5               | Rosenborg                                                                  |
| --------- | ----------------- | -------------------------------------------------------------------------- |
| Kozlov 5' | (1–3) Jegyzőkönyv | Islamović 15' (11-esből) 45+3' A. Konradsen 37' Holse 64' Zachariassen 71' |

| Ventspils Olimpiskais Stadions, Ventspils Játékvezető: Paul Mclaughlin (ír) |

| 2020. szeptember 17. 18:00 (19:00 EEST) |

| Riteriai   | 1–5               | Slovan Liberec                                                                  |
| ---------- | ----------------- | ------------------------------------------------------------------------------- |
| Lezama 61' | (0–2) Jegyzőkönyv | Mara 12' (11-esből) Hromada 20' Rabušic 84' Helal 89' (11-esből) Matoušek 90+5' |

| LFF Stadium, Vilnius Játékvezető: Espen Eskås (norvég) |

| 2020. szeptember 17. 17:00 |

| Lincoln Red Imps | 0–5               | Rangers                                               |
| ---------------- | ----------------- | ----------------------------------------------------- |
|                  | (0–2) Jegyzőkönyv | Tavernier 21' Goldson 45+4' Morelos 67' 88' Defoe 84' |

| Victoria Stadion, Gibraltár Játékvezető: Iwan Arwel Griffith (walesi) |

| 2020. szeptember 17. 20:45 |

| Servette | 0–1               | Reims      |
| -------- | ----------------- | ---------- |
|          | (0–1) Jegyzőkönyv | Berisha 4' |

| Stade de Genève, Genf Játékvezető: Stuart Attwell (angol) |

| 2020. szeptember 17. 20:00 |

| Borac Banja Luka | 0–2               | Rio Ave                    |
| ---------------- | ----------------- | -------------------------- |
|                  | (0–0) Jegyzőkönyv | Tarantini 90' Jambor 90+6' |

| City Stadium, Banja Luka Játékvezető: Peter Kjærsgaard (dán) |

| 2020. szeptember 17. 15:30 |

| Renova | 0–1               | Hajduk Split |
| ------ | ----------------- | ------------ |
|        | (0–1) Jegyzőkönyv | Caktaš 4'    |

| Petar Miloševski Training Centre, Szkopje Játékvezető: João Pinheiro (portugál) |

| 2020. szeptember 17. 18:30 |

| Olimpija                   | 2–3 (h. u.)                 | Zrinjski Mostar             |
| -------------------------- | --------------------------- | --------------------------- |
| Ivanović 20' Vombergar 82' | (1–0, 2–2, 2–3) Jegyzőkönyv | Bilbija 52' 85' Ivančić 93' |

| Stožice Stadion, Ljubljana Játékvezető: Ricardo de Burgos Bengoechea (spanyol) |

| 2020. szeptember 17. 20:00 |

| Kukësi | 0–4               | VfL Wolfsburg                            |
| ------ | ----------------- | ---------------------------------------- |
|        | (0–2) Jegyzőkönyv | Weghorst 21' 74' Lacroix 33' Mehmedi 90' |

| Arena Kombëtare, Tirana Játékvezető: Duje Strukan (horvát) |

| 2020. szeptember 17. 20:45 |

| DAC Dunajská Streda                           | 5–3 (h. u.)                 | Jablonec                              |
| --------------------------------------------- | --------------------------- | ------------------------------------- |
| Divković 6' 65' Nicolaescu 85' 96' Davis 114' | (1–1, 3–3, 4–3) Jegyzőkönyv | Zelený 26' Schranz 57' 71' (11-esből) |

| MOL Aréna, Dunaszerdahely Játékvezető: Marco Di Bello (olasz) |

| 2020. szeptember 17. 20:00 |

| Piast Gliwice                           | 3–2               | Hartberg           |
| --------------------------------------- | ----------------- | ------------------ |
| Konczkowski 10' Sokołowski 62' Żyro 84' | (1–1) Jegyzőkönyv | Kainz 33' Ried 75' |

| Stadion Piast, Gliwice Játékvezető: Erik Lambrechts (belga) |

| 2020. szeptember 17. 20:45 |

| Osijek          | 1–2               | Basel                  |
| --------------- | ----------------- | ---------------------- |
| Majstorović 84' | (0–2) Jegyzőkönyv | Cabral 18' Stocker 44' |

| Stadion Gradski vrt, Eszék Játékvezető: José Luis Munuera Montero (spanyol) |

| 2020. szeptember 17. 20:00 (19:00 IST) |

| Shamrock Rovers | 0–2               | Milan                          |
| --------------- | ----------------- | ------------------------------ |
|                 | (0–1) Jegyzőkönyv | Ibrahimović 23' Çalhanoğlu 67' |

| Tallaght Stadium, Dublin Játékvezető: Farkas Ádám (magyar) |

| 2020. szeptember 17. 19:00 |

| Hibernians | 0–1               | Fehérvár    |
| ---------- | ----------------- | ----------- |
|            | (0–0) Jegyzőkönyv | Nikolov 61' |

| Centenary Stadium, Ta’ Qali Játékvezető: Ivaylo Stoyanov (bolgár) |

| 2020. szeptember 17. 18:00 |

| Bodø/Glimt                                | 3–1               | Žalgiris  |
| ----------------------------------------- | ----------------- | --------- |
| Zinckernagel 20' Boniface 32' Bjørkan 81' | (2–1) Jegyzőkönyv | Antal 26' |

| Aspmyra Stadion, Bodø Játékvezető: Peter Kralović (szlovák) |

## 3. selejtezőkör
A 3. selejtezőkör sorsolását 2020. szeptember 1-jén, 13 órától tartották.

### 3. selejtezőkör, kiemelés
A 3. selejtezőkör főágán 52 csapat vett részt. 13 csapat lépett be ebben a körben, 2 kieső volt a Bajnokok Ligája nem bajnoki ágáról és 36 továbbjutó volt a 2. selejtezőkörből. A kiemelés a klubok együtthatói alapján történt. Két elhalasztott párosítás esetében a magasabb együtthatóval rendelkező csapatot vették figyelembe. Az elsőként kisorsolt csapat volt a pályaválasztó. Azonos nemzetű csapatok nem kerülhettek egy párosításba. A csapatokat 12 csoportra osztották. A csapatok utáni sorszámot az UEFA határozta meg a sorsolás előtt. A sorsoláskor sorszámokat sorsoltak, a számokhoz tartozó csapatok kerültek párosításra.
- T: A 2. selejtezőkörből továbbjutott csapat, a sorsoláskor nem volt ismert.
- BL: A BL 2. selejtezőkörének nem bajnoki ágának vesztes csapata, a sorsoláskor nem volt ismert.
- A dőlt betűvel írt csapatok a 2. selejtezőkörben egy magasabb együtthatóval rendelkező csapat ellen győztek, és az ellenfél együtthatóját hozták magukkal.

| 1. csoport                                                         | 1. csoport                                                 | 2. csoport                                                      | 2. csoport                                                  | 3. csoport                                                                    | 3. csoport                                                                                        | 4. csoport                                                                              | 4. csoport                                                                                |
| Kiemelt                                                            | Nem kiemelt                                                | Kiemelt                                                         | Nem kiemelt                                                 | Kiemelt                                                                       | Nem kiemelt                                                                                       | Kiemelt                                                                                 | Nem kiemelt                                                                               |
| ------------------------------------------------------------------ | ---------------------------------------------------------- | --------------------------------------------------------------- | ----------------------------------------------------------- | ----------------------------------------------------------------------------- | ------------------------------------------------------------------------------------------------- | --------------------------------------------------------------------------------------- | ----------------------------------------------------------------------------------------- |
| - Sporting CP (2) - PSV Eindhoven (3) - Malmö FF (T) (1)           | - Aberdeen (T) (5) - Mura (T) (4) - Lokomotiva (BL) (6)    | - VfL Wolfsburg (T) (2) - Partizan (T) (3) - Rosenborg (T) (1)  | - Charleroi (4) - Deszna Csernyihiv (5) - Alanyaspor (6)    | - Granada (T) (1) - Reims (T) (3) - Rijeka (2)                                | - Fehérvár (T) (4) - Lokomotiv Tbiliszi (T) (6) - Kolos Kovalivka (T) (5)                         | - Milan (T) (2) - AÉK (3) - LASK (1)                                                    | - DAC Dunajská Streda (T) (6) - Bodø/Glimt (T) (5) - St. Gallen (4)                       |
| 5. csoport                                                         | 5. csoport                                                 | 6. csoport                                                      | 6. csoport                                                  | 7. csoport                                                                    | 7. csoport                                                                                        | 8. csoport                                                                              | 8. csoport                                                                                |
| Kiemelt                                                            | Nem kiemelt                                                | Kiemelt                                                         | Nem kiemelt                                                 | Kiemelt                                                                       | Nem kiemelt                                                                                       | Kiemelt                                                                                 | Nem kiemelt                                                                               |
| - Tottenham Hotspur (T) (3) - Standard Liège (T) (1) - Rosztov (2) | - Skendija (T) (4) - Makkabi Haifa (T) (5) - Vojvodina (6) | - Beşiktaş (BL) (2) - Rangers (T) (3) - Apóllon Lemeszú (T) (1) | - Rio Ave (T) (5) - Willem II (T) (4) - Lech Poznań (T) (6) | - Basel (T) (2) - København (T) (4) - FCSB (T) (1) - Hapóél Beér-Seva (T) (3) | - Slovan Liberec (T) (7) - Piast Gliwice (T) (8) - Motherwell (T) (5) - Anórthoszi Ammohósztu (6) | - Viktoria Plzeň (BL) (3) - APÓEL (T) (4) - CSZKA Szofija (T) (2) - Galatasaray (T) (1) | - Hajduk Split (T) (7) - B36 Tórshavn (T) (6) - Zrinjski Mostar (T) (8) - SønderjyskE (5) |

### 3. selejtezőkör, párosítások
A mérkőzéseket 2020. szeptember 23-án és 24-én játszották.

| 1. csapat        | Eredmény            | 2. csapat           |
| ---------------- | ------------------- | ------------------- |
| Mura             | 1–5                 | PSV Eindhoven       |
| Malmö FF         | 5–0                 | Lokomotiva          |
| Sporting CP      | 1–0                 | Aberdeen            |
| Charleroi        | 2–1 (h.u.)          | Partizan            |
| Rosenborg        | 1–0                 | Alanyaspor          |
| VfL Wolfsburg    | 2–0                 | Deszna Csernyihiv   |
| Fehérvár         | 0–0 (h.u.) (t. 4–1) | Reims               |
| Granada          | 2–0                 | Lokomotiv Tbiliszi  |
| Rijeka           | 2–0 (h.u.)          | Kolos Kovalivka     |
| St. Gallen       | 0–1                 | AÉK                 |
| LASK             | 7–0                 | DAC Dunajská Streda |
| Milan            | 3–2                 | Bodø/Glimt          |
| Skendija         | 1–3                 | Tottenham Hotspur   |
| Standard Liège   | 2–1 (h.u.)          | Vojvodina           |
| Rosztov          | 1–2                 | Makkabi Haifa       |
| Willem II        | 0–4                 | Rangers             |
| Apóllon Lemeszú  | 0–5                 | Lech Poznań         |
| Beşiktaş         | 1–1 (h.u.) (t. 2–4) | Rio Ave             |
| FCSB             | 0–2                 | Slovan Liberec      |
| Hapóél Beér-Seva | 3–0                 | Motherwell          |
| København        | 3–0                 | Piast Gliwice       |
| Basel            | 3–2                 | Anórthoszisz        |
| Galatasaray      | 2–0                 | Hajduk Split        |
| Viktoria Plzeň   | 3–0                 | SønderjyskE         |
| APÓEL            | 2–2 (h.u.) (t. 4–2) | Zrinjski Mostar     |
| CSZKA Szofija    | 3–1                 | B36 Tórshavn        |

### 3. selejtezőkör, mérkőzések
| 2020. szeptember 24. 19:00 |

| Mura       | 1–5               | PSV Eindhoven                                |
| ---------- | ----------------- | -------------------------------------------- |
| Kouter 21' | (1–2) Jegyzőkönyv | Malen 17' 65' Mauro Júnior 28' Gakpo 54' 90' |

| Fazanerija City Stadium, Murska Sobota Játékvezető: Sandro Schärer (svájci) |

| 2020. szeptember 24. 19:00 |

| Malmö FF                                            | 5–0               | Lokomotiva |
| --------------------------------------------------- | ----------------- | ---------- |
| Kiese Thelin 5' 17' Nalić 31' Larsson 52' Rieks 72' | (3–0) Jegyzőkönyv |            |

| Eleda Stadion, Malmö Játékvezető: François Letexier (francia) |

| 2020. szeptember 24. 21:00 (20:00 WEST) |

| Sporting CP | 1–0               | Aberdeen |
| ----------- | ----------------- | -------- |
| Tomás 8'    | (1–0) Jegyzőkönyv |          |

| Estádio José Alvalade, Lisszabon Játékvezető: Nikola Dabanović (montenegrói) |

| 2020. szeptember 24. 19:00 |

| Charleroi                 | 2–1 (h. u.)                 | Partizan   |
| ------------------------- | --------------------------- | ---------- |
| Dessoleil 10' Rezaei 108' | (1–0, 1–1, 1–1) Jegyzőkönyv | Soumah 53' |

| Stade du Pays de Charleroi, Charleroi Játékvezető: Bobby Madden (skót) |

| 2020. szeptember 24. 19:00 |

| Rosenborg     | 1–0               | Alanyaspor |
| ------------- | ----------------- | ---------- |
| Konradsen 59' | (0–0) Jegyzőkönyv |            |

| Lerkendal Stadion, Trondheim Játékvezető: Kristo Tohver (észt) |

| 2020. szeptember 24. 20:15 |

| VfL Wolfsburg                | 2–0               | Deszna Csernyihiv |
| ---------------------------- | ----------------- | ----------------- |
| Guilavogui 16' Ginczek 90+2' | (1–0) Jegyzőkönyv |                   |

| AOK Stadion, Wolfsburg Játékvezető: Lawrence Visser (belga) |

| 2020. szeptember 24. 18:00 |

| Fehérvár                    | 0–0 (h. u.) | Reims                |
| --------------------------- | ----------- | -------------------- |
|                             | Jegyzőkönyv |                      |
| Büntetőpárbaj               |             |                      |
| Evandro Stopira Hodžić Nego | 4–1         | Dia Abdelhamid Konan |

| MOL Aréna Sóstó, Székesfehérvár Játékvezető: Matej Jug (szlovén) |

| 2020. szeptember 24. 20:00 |

| Granada                 | 2–0               | Lokomotiv Tbiliszi |
| ----------------------- | ----------------- | ------------------ |
| Machís 48' Molina 90+1' | (0–0) Jegyzőkönyv |                    |

| Nuevo Los Cármenes, Granada Játékvezető: Serdar Gözübüyük (holland) |

| 2020. szeptember 24. 20:45 |

| Rijeka                         | 2–0         | Kolos Kovalivka |
| ------------------------------ | ----------- | --------------- |
| Escoval 102' Andrijašević 115' | Jegyzőkönyv |                 |

| Stadion Rujevica, Fiume Játékvezető: Tiago Martins (portugál) |

| 2020. szeptember 24. 20:30 |

| St. Gallen | 0–1               | AÉK          |
| ---------- | ----------------- | ------------ |
|            | (0–0) Jegyzőkönyv | Oliveira 78' |

| Kybunpark, St. Gallen Játékvezető: Alejandro Hernández Hernández (spanyol) |

| 2020. szeptember 24. 20:30 |

| LASK                                                                     | 7–0               | DAC Dunajská Streda |
| ------------------------------------------------------------------------ | ----------------- | ------------------- |
| Raguž 6' 16' Filipović 47' Michorl 51' Gruber 53' Balić 55' Sabitzer 77' | (2–0) Jegyzőkönyv |                     |

| Linzer Stadion, Linz Játékvezető: Jérôme Brisard (francia) |

| 2020. szeptember 24. 20:30 |

| Milan                          | 3–2               | Bodø/Glimt           |
| ------------------------------ | ----------------- | -------------------- |
| Çalhanoğlu 16' 50' Colombo 32' | (2–1) Jegyzőkönyv | Junker 15' Hauge 55' |

| San Siro, Milánó Játékvezető: Fran Jović (horvát) |

| 2020. szeptember 24. 20:00 |

| Skendija  | 1–3               | Tottenham Hotspur          |
| --------- | ----------------- | -------------------------- |
| Nafiu 55' | (0–1) Jegyzőkönyv | Lamela 5' Son 70' Kane 79' |

| Toše Proeski Arena, Szkopje Játékvezető: Ali Palabıyık (török) |

| 2020. szeptember 24. 20:00 |

| Standard Liège                     | 2–1 (h. u.)                 | Vojvodina |
| ---------------------------------- | --------------------------- | --------- |
| Avenatti 47' (11-esből) Ámalah 91' | (0–0, 1–1, 2–1) Jegyzőkönyv | Bojić 75' |

| Stade Maurice Dufrasne, Liège Játékvezető: Harald Lechner (osztrák) |

| 2020. szeptember 24. 18:30 (19:30 MSK) |

| Rosztov       | 1–2               | Makkabi Haifa               |
| ------------- | ----------------- | --------------------------- |
| Shomurodov 9' | (1–1) Jegyzőkönyv | Rukavytsya 20' Abu Fani 60' |

| Rosztov Arena, Rosztov-on-Don Játékvezető: Petr Ardeleánu (cseh) |

| 2020. szeptember 24. 19:00 |

| Willem II | 0–4               | Rangers                                                    |
| --------- | ----------------- | ---------------------------------------------------------- |
|           | (0–2) Jegyzőkönyv | Tavernier 22' (11-esből) Kent 25' Helander 55' Goldson 71' |

| Koning Willem II Stadion, Tilburg Játékvezető: Maurizio Mariani (olasz) |

| 2020. szeptember 23. 18:00 (19:00 EEST) |

| Apóllon Lemeszú | 0–5               | Lech Poznań                                      |
| --------------- | ----------------- | ------------------------------------------------ |
|                 | (0–1) Jegyzőkönyv | Tiba 42' 90+2' Ishak 47' Kamiński 58' Sýkora 81' |

| GSZP Stadion, Nicosia Játékvezető: Mattias Gestranius (finn) |

| 2020. szeptember 24. 19:00 (20:00 TRT) |

| Beşiktaş                   | 1–1 (h. u.)                 | Rio Ave                    |
| -------------------------- | --------------------------- | -------------------------- |
| Yalçın 15'                 | (1–0, 1–1, 1–1) Jegyzőkönyv | Moreira 85'                |
| Büntetőpárbaj              |                             |                            |
| Mensah Töre Welinton Larin | 2–4                         | Moreira Santos Jambor Reis |

| Vodafone Park, Isztambul Játékvezető: Daniel Siebert (német) |

| 2020. szeptember 24. 19:30 (20:30 EEST) |

| FCSB | 0–2               | Slovan Liberec          |
| ---- | ----------------- | ----------------------- |
|      | (0–0) Jegyzőkönyv | Abdulla 64' Rabušic 82' |

| Marin Anastasovici Stadium, Giurgiu Játékvezető: Aliyar Aghayev (azeri) |

| 2020. szeptember 24. 19:30 (20:30 IDT) |

| Hapóél Beér-Seva                            | 3–0               | Motherwell |
| ------------------------------------------- | ----------------- | ---------- |
| Vítor 43' Josué 71' (11-esből) Acolatse 82' | (1–0) Jegyzőkönyv |            |

| HaMoshava Stadium, Petah Tikva Játékvezető: Serhiy Boyko (ukrán) |

| 2020. szeptember 24. 20:00 |

| København                       | 3–0               | Piast Gliwice |
| ------------------------------- | ----------------- | ------------- |
| Wilczek 14' Wind 58' Biel 90+3' | (1–0) Jegyzőkönyv |               |

| Parken Stadion, Koppenhága Játékvezető: Roi Reinshreiber (izraeli) |

| 2020. szeptember 24. 20:30 |

| Basel                                         | 3–2               | Anórthoszisz              |
| --------------------------------------------- | ----------------- | ------------------------- |
| Widmer 4' Campo 12' Hambardzumyan 21' (öngól) | (3–1) Jegyzőkönyv | Vrgoč 45+1' Kvilitaia 67' |

| St. Jakob-Park, Bázel Játékvezető: Radu Petrescu (román) |

| 2020. szeptember 24. 20:00 (21:00 TRT) |

| Galatasaray            | 2–0               | Hajduk Split |
| ---------------------- | ----------------- | ------------ |
| Belhanda 77' Babel 86' | (0–0) Jegyzőkönyv |              |

| Türk Telekom Arena, Isztambul Játékvezető: Craig Pawson (angol) |

| 2020. szeptember 24. 18:00 |

| Viktoria Plzeň                                | 3–0               | SønderjyskE |
| --------------------------------------------- | ----------------- | ----------- |
| Ondrášek 35' (11-esből) Ba Loua 41' Káčer 51' | (2–0) Jegyzőkönyv |             |

| Doosan Arena, Plzeň Játékvezető: Donatas Rumšas (litván) |

| 2020. szeptember 24. 20:00 (21:00 EEST) |

| APÓEL                                      | 2–2 (h. u.)                 | Zrinjski Mostar                     |
| ------------------------------------------ | --------------------------- | ----------------------------------- |
| Atzili 14' Nuhiu 26'                       | (2–1, 2–2, 2–2) Jegyzőkönyv | Ivančić 11' Bilbija 69'             |
| Büntetőpárbaj                              |                             |                                     |
| Jensen Atzili Sahar Al-Taamari De Vincenti | 4–2                         | Filipović Ibáñez Bilbija Govedarica |

| GSZP Stadion, Nicosia Játékvezető: Daniel Stefański (lengyel) |

| 2020. szeptember 24. 19:00 (20:00 EEST) |

| CSZKA Szofija                | 3–1               | B36 Tórshavn |
| ---------------------------- | ----------------- | ------------ |
| Sowe 27' Yomov 38' Keita 83' | (2–0) Jegyzőkönyv | Pingel 61'   |

| Bulgarian Army Stadium, Szófia Játékvezető: Bognár Tamás (magyar) |

## Rájátszás
A rájátszás sorsolását 2020. szeptember 18-án, 14 órától tartották.

### Rájátszás, kiemelés
A rájátszás főágán 26 csapat vett részt. 26 továbbjutó volt a 3. selejtezőkörből. A kiemelés a klubok együtthatói alapján történt. Az elsőként kisorsolt csapat volt a pályaválasztó. Azonos nemzetű csapatok nem kerülhettek egy párosításba. A csapatokat 12 csoportra osztották. A csapatok utáni sorszámot az UEFA határozta meg a sorsolás előtt. A sorsoláskor sorszámokat sorsoltak, a számokhoz tartozó csapatok kerültek párosításra.
- T: A 3. selejtezőkörből továbbjutott csapat, a sorsoláskor nem volt ismert.
- A dőlt betűvel írt csapatok a 3. selejtezőkörben egy magasabb együtthatóval rendelkező csapat ellen győztek, és az ellenfél együtthatóját hozták magukkal.

| 1. csoport                                                 | 1. csoport                                                         | 2. csoport                                                        | 2. csoport                                          | 3. csoport                                                     | 3. csoport                                            | 4. csoport                                                                                 | 4. csoport                                                                            |
| Kiemelt                                                    | Nem kiemelt                                                        | Kiemelt                                                           | Nem kiemelt                                         | Kiemelt                                                        | Nem kiemelt                                           | Kiemelt                                                                                    | Nem kiemelt                                                                           |
| ---------------------------------------------------------- | ------------------------------------------------------------------ | ----------------------------------------------------------------- | --------------------------------------------------- | -------------------------------------------------------------- | ----------------------------------------------------- | ------------------------------------------------------------------------------------------ | ------------------------------------------------------------------------------------- |
| - Basel (T) (1) - Rio Ave (T) (3) - Viktoria Plzeň (T) (2) | - Milan (T) (5) - Hapóél Beér-Seva (T) (6) - CSZKA Szofija (T) (4) | - Sporting CP (T) (1) - København (T) (3) - PSV Eindhoven (T) (2) | - LASK (T) (4) - Rosenborg (T) (6) - Rijeka (T) (5) | - VfL Wolfsburg (T) (2) - Malmö FF (T) (3) - Charleroi (T) (1) | - Granada (T) (5) - AÉK (T) (6) - Lech Poznań (T) (4) | - Tottenham Hotspur (T) (2) - APÓEL (T) (4) - Galatasaray (T) (1) - Standard Liège (T) (3) | - Slovan Liberec (T) (8) - Rangers (T) (6) - Makkabi Haifa (T) (5) - Fehérvár (T) (7) |

### Rájátszás, párosítások
| 1. csapat         | Eredmény            | 2. csapat      |
| ----------------- | ------------------- | -------------- |
| Hapóél Beér-Seva  | 1–0                 | Viktoria Plzeň |
| Basel             | 1–3                 | CSZKA Szofija  |
| Rio Ave           | 0–0 (h.u.) (t. 8–9) | Milan          |
| Rosenborg         | 0–2                 | PSV Eindhoven  |
| Sporting CP       | 1–4                 | LASK           |
| København         | 0–1                 | Rijeka         |
| AÉK               | 2–1                 | VfL Wolfsburg  |
| Charleroi         | 1–2                 | Lech Poznań    |
| Malmö FF          | 1–3                 | Granada        |
| Tottenham Hotspur | 7–2                 | Makkabi Haifa  |
| Slovan Liberec    | 1–0                 | APÓEL          |
| Standard Liège    | 3–1                 | Fehérvár       |
| Rangers           | 2–1                 | Galatasaray    |

### Rájátszás, mérkőzések
| 2020. október 1. 19:30 (20:30 IDT) |

| Hapóél Beér-Seva    | 1–0               | Viktoria Plzeň |
| ------------------- | ----------------- | -------------- |
| Josué 4' (11-esből) | (1–0) Jegyzőkönyv |                |

| HaMoshava Stadium, Petah Tikva Játékvezető: Srđan Jovanović (szerb) |

| 2020. október 1. 20:30 |

| Basel                 | 1–3               | CSZKA Szofija                   |
| --------------------- | ----------------- | ------------------------------- |
| Cabral 54' (11-esből) | (0–0) Jegyzőkönyv | Rodrigues 72' 88' Ahmedov 90+7' |

| St. Jakob-Park, Bázel Játékvezető: Ivan Kružliak (szlovák) |

| 2020. október 1. 21:00 (20:00 WEST) |

| Rio Ave                                                                                              | 2–2 (h. u.)                 | Milan                                                                                         |
| --- | --------------------------- | --------------------------------------------------------------------------------------------- |
| Geraldes 72' Gelson 91'                                                                              | (0–0, 1–1, 2–1) Jegyzőkönyv | Saelemaekers 51' Çalhanoğlu 120+2' (11-esből)                                                 |
| Büntetőpárbaj                                                                                        |                             |                                                                                               |
| Geraldes Santos Jambor Piazon Filipe Augusto Gelson Gabrielzinho Monte Pinto Kieszek Geraldes Santos | 8–9                         | Bennacer Kjær Hernández Díaz Çalhanoğlu Calabria Tonali Colombo Leão Donnarumma Bennacer Kjær |

| Estádio dos Arcos, Vila do Conde Játékvezető: Jesús Gil Manzano (spanyol) |

| 2020. október 1. 19:00 |

| Rosenborg | 0–2               | PSV Eindhoven        |
| --------- | ----------------- | -------------------- |
|           | (0–1) Jegyzőkönyv | Zahavi 22' Gakpo 61' |

| Lerkendal Stadion, Trondheim Játékvezető: Davide Massa (olasz) |

| 2020. október 1. 21:00 (20:00 WEST) |

| Sporting CP | 1–4               | LASK                                          |
| ----------- | ----------------- | --------------------------------------------- |
| Tomás 42'   | (1–1) Jegyzőkönyv | Trauner 14' Raguž 58' Michorls 65' Gruber 69' |

| Estádio José Alvalade, Lisszabon Játékvezető: Aleksei Kulbakov (fehérorosz) |

| 2020. október 1. 20:00 |

| København | 0–1               | Rijeka               |
| --------- | ----------------- | -------------------- |
|           | (0–1) Jegyzőkönyv | Ankersen 20' (öngól) |

| Parken Stadion, Koppenhága Játékvezető: Chris Kavanagh (angol) |

| 2020. október 1. 20:45 (21:45 EEST) |

| AÉK                         | 2–1               | VfL Wolfsburg |
| --------------------------- | ----------------- | ------------- |
| Simões 64' Ansarifard 90+4' | (0–1) Jegyzőkönyv | Mehmedi 45+1' |

| Olimpiai Stadion, Athén Játékvezető: Artur Soares Dias (portugál) |

| 2020. október 1. 19:00 |

| Charleroi | 1–2               | Lech Poznań             |
| --------- | ----------------- | ----------------------- |
| Fall 56'  | (0–2) Jegyzőkönyv | Ramírez 33' Puchacz 41' |

| Stade du Pays de Charleroi, Charleroi Játékvezető: Felix Zwayer (német) |

| 2020. október 1. 19:00 |

| Malmö FF   | 1–3               | Granada                            |
| ---------- | ----------------- | ---------------------------------- |
| Berget 45' | (1–1) Jegyzőkönyv | Machís 30' Puertas 58' Herrera 85' |

| Eleda Stadion, Malmö Játékvezető: Kovács István (román) |

| 2020. október 1. 21:00 (20:00 BST) |

| Tottenham Hotspur                                                           | 7–2               | Makkabi Haifa                       |
| --------------------------------------------------------------------------- | ----------------- | ----------------------------------- |
| Kane 2' 56' (11-esből) 74' Moura 21' Lo Celso 37' 40' Alli 90+1' (11-esből) | (4–1) Jegyzőkönyv | Chery 17' Rukavytsya 52' (11-esből) |

| Tottenham Hotspur Stadion, London Játékvezető: Ruddy Buquet (francia) |

| 2020. október 1. 19:00 |

| Slovan Liberec        | 1–0               | APÓEL |
| --------------------- | ----------------- | ----- |
| Mara 90+5' (11-esből) | (0–0) Jegyzőkönyv |       |

| Stadion u Nisy, Liberec Játékvezető: Andreas Ekberg (svéd) |

| 2020. október 1. 20:00 |

| Standard Liège                                  | 3–1               | Fehérvár     |
| ----------------------------------------------- | ----------------- | ------------ |
| Gavory 51' Ámalah 77' (11-esből) 85' (11-esből) | (0–1) Jegyzőkönyv | Nikolics 10' |

| Stade Maurice Dufrasne, Liège Játékvezető: William Collum (skót) |

| 2020. október 1. 20:45 (19:45 BST) |

| Rangers                   | 2–1               | Galatasaray |
| ------------------------- | ----------------- | ----------- |
| Arfield 52' Tavernier 59' | (0–0) Jegyzőkönyv | Marcão 87'  |

| Ibrox Stadium, Glasgow Játékvezető: Andris Treimanis (lett) |